# Nicolae Grigorescu
Nicolae Grigorescu, född 15 maj 1838, död 21 juli 1907, var en rumänsk konstnär. 
Grigorescu mottog varaktiga intryck av Barbizonskolan och målade med förkärlek landskap och folkscener i friluftstekniken. Stor virtuositet uppnådde han i sina bataljscener, varvid han ofta hämtade motiv från rysk-turkiska kriget 1877-78. Som porträttmålare framträdde han bland annat med livfulla porträtt av rumänska drottningen, såsom Carmen Sylva vid skrivbordet.
Grigorescus hus i Câmpina med en vacker vy över Prahova-dalen utgör numera ett minnesmuseum över honom.